# Pauline Boty
Pauline Boty (* 6. März 1938 in London; † 1. Juli 1966 ebenda) zählte zu den Begründern der britischen Pop-Art und war die einzige weibliche Malerin im britischen Teil dieser Bewegung. Botys Gemälde und Collagen zeigen oft eine Freude an selbstbewusster Weiblichkeit und weiblicher Sexualität und üben offene oder implizite Kritik an der „Männerwelt“, in der sie lebte. Ihre rebellische Kunst und ihre freigeistige Lebensweise machten Boty zu einer Vorbotin des Feminismus der 1970er-Jahre.

## Leben und Werk

### Kindheit und Ausbildung
Pauline Veronica Boty wurde 1938 in einem Südlondoner Stadtrandbezirk in eine katholische Mittelschichtsfamilie geboren. Sie hatte drei ältere Brüder und einen strengen Vater, der ihr ihren Platz als Mädchen sehr deutlich machte. 1954 erhielt sie ein Stipendium für die Wimbledon School of Art, die sie trotz der Missbilligung ihres Vaters besuchte. Unterstützung erhielt Boty von ihrer Mutter, die selbst eine verhinderte Künstlerin war und deren Eltern ihr den Besuch der Slade School of Fine Art nicht erlaubt hatten. Boty schloss ein Vordiplom in Lithographie (1956) ab und erlangte ein National Diploma in Design in Glasmalerei. Ihre Mitschüler nannten sie „Die Bardot von Wimbledon“ auf Grund ihrer Ähnlichkeit mit dem französischen Filmstar Brigitte Bardot. Ermuntert von ihrem Tutor Charley Carey zum Ausprobieren von Collagetechniken wurde ihre Malerei zunehmend experimenteller. Ihr Werk zeigte schon früh ihr Interesse an Popkultur. 1957 wurde eines ihrer Bilder in der Ausstellung Young Contemporaries zusammen mit Arbeiten von Robyn Denny, Richard Smith und Bridget Riley gezeigt.
Am Royal College of Art (RCA) studierte sie Glasmalerei (1958–1961). Sie hatte die Malereiklasse besuchen wollen, wurde jedoch von der Bewerbung abgebracht, da die Aufnahmerate für Frauen in diesem Fachbereich deutlich niedriger war. Trotz des institutionellen Sexismus an ihrer Hochschule war Boty eine der stärkeren Studierenden ihres Jahrgangs. Eine ihrer Glasmalereien wurde 1960 Teil der Wanderausstellung Modern Stained Glass, organisiert vom Arts Council. In ihrer Studentenwohnung in West-London malte Boty weiterhin in Eigenregie. 1959 wurden drei weitere ihrer Werke für die Ausstellung Young Contemporaries ausgewählt. In dieser Zeit freundete sie sich auch mit anderen aufstrebenden Pop-Art-Künstlern wie David Hockney, Derek Boshier, Peter Phillips und Peter Blake an.
In ihrer Zeit am Royal College of Art unternahm Boty eine Reihe von Aktivitäten außerhalb des Unterrichts. Sie sang, tanzte und schauspielerte in etwas gewagten Hochschulproduktionen, veröffentlichte Gedichte in einem alternativen Studentenmagazin und war eine kenntnisreiche Teilnehmerin beim Filmklub, wo sie ein besonderes Interesse am Nouvelle-Vague-Kino entwickelte. Sie beteiligte sich auch an der Anti-Ugly Action, einer Gruppe von RCA-Studierenden der Glasmalerei- und später der Architektur-Klassen, die gegen neue britische Architektur protestierte, die sie für abstoßend und qualitativ schlecht hielt.

### Karriere
Ihre produktivste Phase erreichte Pauline Boty zwei Jahre nach Abschluss ihres Studiums. Der Pop-Stil und die Ikonografie, die sie entwickelte, waren unverwechselbar. Ihre erste Gruppenausstellung Blake, Boty, Porter, Reeve im November 1961 in der Londoner A.I.A Galerie wurde als eine der ersten britischen Pop-Art-Schauen gepriesen. Sie stellte 20 Collagen aus, darunter Is it a bird, is it a plane? und a rose is a rose is a rose, in denen sich Botys Interesse zeigt, sowohl Hochkultur als auch Populärkultur als Quellen für ihre Kunst einzusetzen (der erste Titel bezieht sich auf den Comic Superman, der zweite zitiert die amerikanische Exil-Schriftstellerin Gertrude Stein).
Im folgenden Frühjahr wurden Boty, Peter Blake, Derek Boshier und Peter Phillips in Ken Russells BBC-Dokumentation Pop Goes the Easel vorgestellt, die am 22. März 1962 ausgestrahlt wurde. Obwohl die Dokumentation Boty in den Mittelpunkt der aufkommenden britischen Pop-Art-Bewegung stellte, bekam sie – anders als ihre männlichen Kollegen – in dem Film keine Gelegenheit, direkt und intelligent über ihr Werk zu sprechen.
Botys Auftritt in Pop Goes the Easel markierte den Anfang ihrer kurzen Schauspielkarriere. Sie erhielt Rollen in einer Armchair Theatre-Produktion für ITV (North City Traffic Straight Ahead, 1962) und einer Folge der BBC-Serie Maigret (Peter the Lett, 1963). Sie trat zudem auf der Bühne auf in Frank Hiltons Komödie Day of the Prince am Royal Court Theatre und in Riccardo Aragnos Afternoon Men (nach Anthony Powells Romanvorlage) am New Arts Theatre. (Als Stammgast in der Londoner Clubszene war sie auch als Tänzerin in der Sendung Ready Steady Go! zu sehen.)
Auch wenn die Schauspielerei lukrativ war, lenkte sie Boty von der Malerei ab, die ihre Hauptpriorität blieb. Die Männer in ihrem Leben ermunterten sie jedoch, sich der Schauspielerei zu widmen, einer konventionelleren Karrierewahl für Frauen in den frühen 1960er-Jahren. Die Boulevardzeitungen griffen Botys glamouröse Rolle als Schauspielerin auf und untergruben dabei oft ihre Legitimität als Künstlerin, indem sie auf ihre körperlichen Reize abhoben. In Scene erschien im November 1962 eine Titelgeschichte, die folgende Passage enthielt: „Schauspielerinnen haben oft ein winziges Gehirn. Maler haben oft lange Bärte. Stellen Sie sich eine kluge Schauspielerin vor, die auch eine Malerin und auch eine Blondine ist, und Sie haben Pauline Boty.“
Ihre einzigartige Rolle als Großbritanniens einzige weibliche Pop-Art-Künstlerin ermöglichte es Boty, Sexismus in ihrem Leben wie in ihrer Kunst zu bekämpfen. Ihre frühen Gemälde waren sinnlich und erotisch und feierten weibliche Sexualität aus der Perspektive einer Frau. Ihre Bilder waren vor lebhaften, farbenfrohen Hintergründen gestaltet und enthielten oft Nahaufnahmen roter Blumen, vermutlich als Symbol für das weibliche Geschlecht.
Sie malte ihre männlichen Idole – Elvis, den französischen Schauspieler Jean-Paul Belmondo, den britischen Schriftsteller Derek Marlowe – ebenso als Sex-Symbole wie sie das mit den Schauspielerinnen Monica Vitti und Marilyn Monroe tat. Wie Andy Warhol  recycelte sie Werbeaufnahmen und Pressefotos von Prominenten für ihre Kunst. Ihr Porträt der Freundin Celia Birtwell aus dem Jahr 1963, Celina and Her Heroes, zeigt die Textildesignerin umgeben von einem Gemälde von Peter Blake, einem Porträt von David Hockney und einem Bild von Elvis Presley. Sie nahm an mehreren weiteren Gruppenausstellungen teil, bevor sie im Herbst 1963 ihre erste Solo-Ausstellung in der Grabowski Gallery veranstaltete. Die Schau war ein Erfolg bei der Kritik. Boty nahm jedoch weitere Schauspielaufgaben an. Sie moderierte die Radiosendung Public Ear in den Jahren 1963–64 und wurde im Folgejahr wieder einmal in der typischen Rolle der „verführerischen Maria“ in einer BBC-Serie besetzt.
Im Juni 1963 heiratete sie den Literaturagenten Clive Goodwin (1932–1978) nach einer zehntägigen Romanze. Ihre Heirat enttäuschte viele, darunter Peter Blake und Botys verheirateten Liebhaber, Fernsehregisseur Philip Saville, den sie zum Ende ihrer Studentenzeit kennengelernt und für den sie gearbeitet hatte. (Auf dieser Affäre soll das Drehbuch von Frederic Raphael für den Film Darling (1965) beruhen.)
Botys und Goodwins Wohnung in der Cromwell Road wurde für viele Künstler, Musiker und Schriftsteller zu einem zentralen Treffpunkt, darunter Bob Dylan (den Boty nach England brachte), David Hockney, Peter Blake, Michael White, Kenneth Tynan, Troy Kennedy Martin, John McGrath, Dennis Potter und Roger McGough. Goodwin, der später zu den Gründungsherausgebern der radikalen Zeitung The Black Dwarf zählte, soll Boty ermutigt haben, politische Inhalte in ihre Gemälde aufzunehmen.
Ihre Bilder wurden im Laufe der Zeit offensichtlicher kritisch. Countdown to Violence zeigt eine Reihe erschütternder aktueller Ereignisse, darunter die Rassenunruhen von Birmingham (Alabama) 1963, das Attentat auf John F. Kennedy und der Vietnamkrieg. Cuba Si (1963) bezieht sich auf die Kubanische Revolution. Die Collage It’s a Man’s World I (1964) stellt Bilder patriarchaler Ikonen wie die Beatles, Albert Einstein, Lenin, Muhammad Ali, Marcel Proust und andere Männer nebeneinander. In It’s a Man’s World II (1965–1966) zeigt sie wieder weibliche Akte aus Quellen der bildenden Kunst und der Softcore-Pornografie, um eine neu befreite „weibliche Erotik“ zu symbolisieren. Ihr letztes bekanntes Bild, BUM, wurde von Kenneth Tynan für Oh! Calcutta! in Auftrag gegeben und 1966 fertiggestellt.

### Tod
Im Juni 1965 wurde Boty unerwartet schwanger. Bei einer pränatalen Untersuchung wurde ein Tumor entdeckt und als Krebs  (malignes Thymom) diagnostiziert. Boty verweigerte eine Abtreibung und lehnte ebenfalls eine Chemotherapie ab, die dem Fötus hätte schaden können. Sie rauchte stattdessen Marihuana, um den Schmerz im Endstadium zu lindern. Sie empfing weiterhin ihre Freunde und zeichnete die Rolling Stones während ihrer Krankheit. Ihre Tochter Katy (später Boty) Goodwin wurde am 12. Februar 1966 geboren. Pauline Boty starb am 1. Juli desselben Jahres im Royal Marsden Hospital im Alter von 28 Jahren. Ihre Tochter Boty Goodwin starb mit 29 Jahren an einer Überdosis Rauschgift am 12. November 1995.

## Vermächtnis
Nach ihrem Tod wurde Pauline Botys Werke in einer Scheune auf dem Hof ihres Bruders gelagert und sie wurde für fast 30 Jahre weitgehend vergessen. Ihr Werk wurde in den 1990er-Jahren wiederentdeckt, was zu einem erneuten Interesse an ihrem Beitrag zur Pop-Art und ihre Aufnahme in mehreren Gruppenausstellungen und eine große Einzelretrospektive führte. Wo sich mehrere ihrer gefragtesten Gemälde befinden, ist unbekannt.
Im Dezember 2013 schrieb Adrian Hamilton im Independent on Sunday: „Jahrzehntelang nach ihrem Tod unbeachtet – es waren fast 30 Jahre, bevor ihr erstes Bild gezeigt wurde – musste eine richtige Retrospektive bis zu diesem Jahr warten mit einer Ausstellung, die ausgehend von Wolverhampton jetzt in der Pallant Gallery in Chichester eröffnet hat. Schaut man ihre Bilder heute an, ist es schlicht nicht zu glauben, dass es so lang gedauert hat [...] Es ist keine riesige Ausstellung. Angesichts der Knappheit ihrer überlieferten Arbeiten könnte es anders nicht sein. Doch sie macht begierig auf mehr, mehr von den Bildern, die sie gemalt hat und von denen, für die sie nicht lang genug gelebt hat.“
Botys Leben und Werk bilden auch ein wichtiges Thema im Roman Autumn (2016) von Ali Smith.

## Ausstellungen
Eine große Retrospektive ihres Werks wurde am 1. Januar 2013 in der Wolverhampton Art Gallery eröffnet und gastierte anschließend vom 30. November 2013 bis 9. Februar 2014 in der Pallant House Gallery in Chichester, West Sussex.
- 2020: She-Bam Pow POP Wizz! The Amazons of Pop, Musée d’Art Moderne et d’Art Contemporain, Nizza, Frankreich – 2021 in abgewandelter Form in der Kunsthalle zu Kiel zu sehen
- 2014: Pauline Boty and pop art, Muzeum Sztuki, Łódź, Polen (in Zusammenarbeit mit der Wolverhampton Art Gallery)
- 2013–2014: Pauline Boty: Pop Artist and Woman, Pallant House Gallery, Chichester, Großbritannien[32][30]
- 2013: Pauline Boty: Pop Artist and Woman, Wolverhampton Art Gallery, Großbritannien[33]
- 2010: Seductive Subversion: Women Pop Artists, 1958-1968, University of the Arts, Philadelphia, USA (Wanderausstellung)
- 2009: Awkward Objects: Alina Szapocznikow and Maria Bartuszova, Pauline Boty, Louise Bourgeois, Eva Hesse and Paulina Ołowska, Muzeum Sztuki Nowoczesnej w Warszawie, Warschau, Polen
- 2004: Art and the 60s: This Was Tomorrow, Tate Britain, London, Großbritannien[34]
- 2002: Pin-up: Glamour and Celebrity, Tate Liverpool, Großbritannien
- 1998: Pauline Boty-The Only Blonde in the World, The Mayor Gallery & Whitford Fine Art, London, Großbritannien
- 1997: The Pop '60s: Transatlantic Crossing, Centro Cultural de Belém, Lissabon, Portugal
- 1996: Les Sixties: Great Britain and France 1962-1973, Musée d’Histoire Contemporaine, Paris, Frankreich und Museum and Art Gallery, Brighton, Großbritannien
- 1995: Post War to Pop, Whitford Fine Art, London, Großbritannien
- 1993: Pauline Boty, Mayor Gallery, London, Großbritannien
- 1993: The Sixties Art Scene In London, Barbican Art Gallery, London, Großbritannien
- 1982: Pop-Art Galeria, Koszalin, Polen
- 1982: Miedzy Hiperrealizmem a Pop Artem, Muzeum Regionalne, Radomsko, Polen
- 1981: Realizm Spoleczny Pop-Artu, Muzeum Sztuki, Łódź, Polen
- 1976–1977 Traveling exhibition, Polen
- 1965–1966: Spring Exhibition, Cartwright Memorial Hall, Bradford, Großbritannien
- 1965: Contemporary Art, Grabowski Gallery, London, Großbritannien
- 1963: Pauline Boty, Grabowski Gallery, London, Großbritannien
- 1963: Pop Art, Midland Group Gallery, Nottingham, Großbritannien
- 1962: New Approaches to the Figure, Arthur Jeffress Gallery, London, Großbritannien
- 1962: New Art-Festival of Labour, Congress House, London, Großbritannien
- 1961: Blake, Boty, Porter, Reeve, AIA Gallery, London, Großbritannien
- 1960–1961: Modern Stained Glass, Tour des Arts Council
- 1957–1959: Young Contemporaries, RBA Galleries, London, Großbritannien

## Filmografie
Film
- 1966: Der Verführer läßt schön grüßen … eine von Alfies Freundinnen (nicht im Abspann genannt)

TV
- 1965: The Edgar Wallace Mystery Theatre (Folge: Strangler's Web) … Nell Pretty
- 1965: BBC TV, The Londoners - A Day Out for Lucy … Patsy
- 1965: Contract to Kill (BBC TV Mini-Serie) … die verführerische Maria Galen
- 1965: The Day of Ragnarok
- 1964: Ken Russells Béla Bartók (BBC-Reihe Monitor) …. Prostituierte
- 1964: BBC, Short Circuit-The Park … Pauline
- 1964: Espionage (Folge: The Frantick Rebel) … Mistress Fleay
- 1963: Ready, Steady, Go! … Dancer
- 1963: Don't Say a Word (Gameshow) … sie selbst
- 1963: BBC, Maigret: Peter the Lett … Josie
- 1962: BBC, The Face They See … Rona
- 1962: ITV Armchair Theatre (Folge: North City Traffic Straight Ahead) … Anna
- 1962: Ken Russells Pop Goes the Easel (BBC-Reihe Monitor) … sie selbst